# Nachtjagd

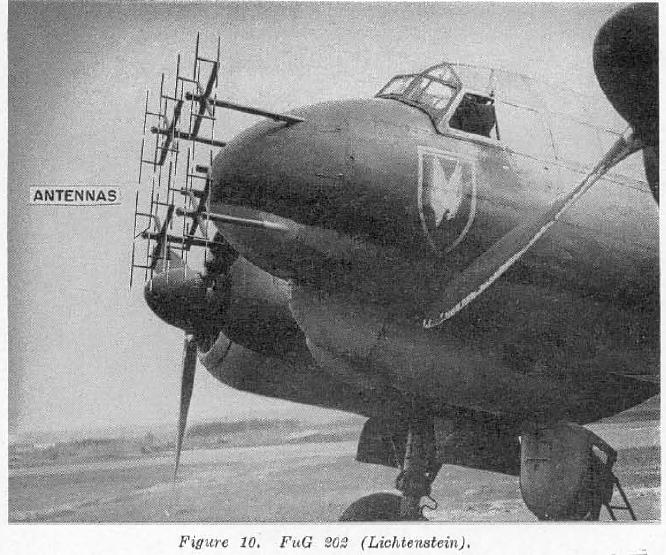
Ju 88 mit FuG 202 Lichtenstein B/C Radarantenne

Die Nachtjagd ist ein ab dem Ersten Weltkrieg eingeführtes Verfahren, um nachts einfliegende feindliche Bomber oder Aufklärer durch eigene Flugzeuge zu bekämpfen. Im Ersten Weltkrieg bekämpfte die britische Royal Flying Corps zum Beispiel nachts auf London anfliegende deutsche Luftschiffe. Ab 1942/43 baute die deutsche Luftwaffe aufgrund der permanenten Bombardierung des deutschen Machtbereichs durch das britische RAF Bomber Command die stärkste Nachtjagdwaffe des Zweiten Weltkrieges auf.

## Geschichte
Im Zweiten Weltkrieg wird die deutsche Nachtjagd oft als einziges Beispiel dieser Form des Luftkampfes genannt, obwohl eigentlich alle am Krieg teilnehmenden Staaten zur Nachtjagd geeignete Kräfte bereithielten. Das hängt damit zusammen, dass ab 1941 das deutsche Reichsgebiet ebenso wie das besetzte Gebiet Westeuropas ständig durch nächtliche Angriffe der britischen Bomber bedroht war. Diese Angriffe steigerten sich kontinuierlich seit dem Frühjahr 1942, als der sogenannte „1000-Bomber-Angriff“ auf Köln stattfand. Außerdem wurde das britische RAF Bomber Command seit 1942 zunehmend durch die US-amerikanischen Luftstreitkräfte unterstützt.

## Nachtjagdverfahren

### „Wilde Sau“
Ab 1943 experimentierte man mit dem von Major Hajo Herrmann entwickelten Nachtjagdverfahren „Wilde Sau“. Bei diesem Konzept kamen reguläre einmotorige Jagdmaschinen des Jagdgeschwaders 300 zum Einsatz. Sie besaßen kein Radar und mussten daher auf Sicht fliegen. Für die „Wilde Sau“ wurde der Luftraum über dem bombardierten Gebiet durch Flakscheinwerfer und von der Flak verschossene Leuchtmunition beleuchtet. Hinzu kam der Widerschein der Brände des laufenden Angriffs vom Boden her. Die Tagjäger konnten damit die Bomber vor dem beleuchteten Hintergrund erkennen und angreifen. Mit dem Einsatz von „Wilde Sau“ vergrößerten sich die Jagderfolge der deutschen Luftabwehr zunächst beträchtlich; als Gegenmaßnahme bildeten kurz darauf die britischen Verbände wie amerikanische Bombergruppen die sogenannte „Combat Box“. Drei Gruppen Bomber bilden dabei eine Staffel, wodurch die Tagjäger, so die Überlegung, kaum mehr durchdringen könnten.

### Funkmessverfahren

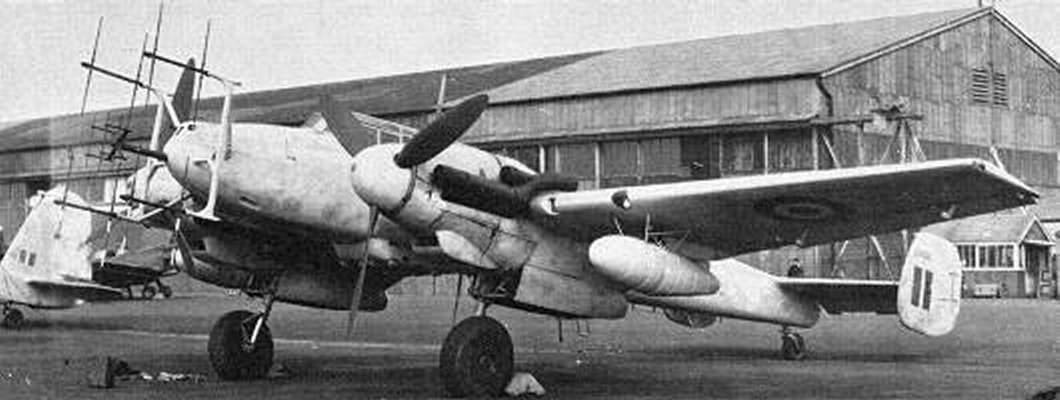
Messerschmitt Bf 110 G4 Nachtjagdflugzeug. Deutlich zu erkennen sind die geweihartigen Antennen des Radargerätes FuG 220 außen sowie FuG 202 innen

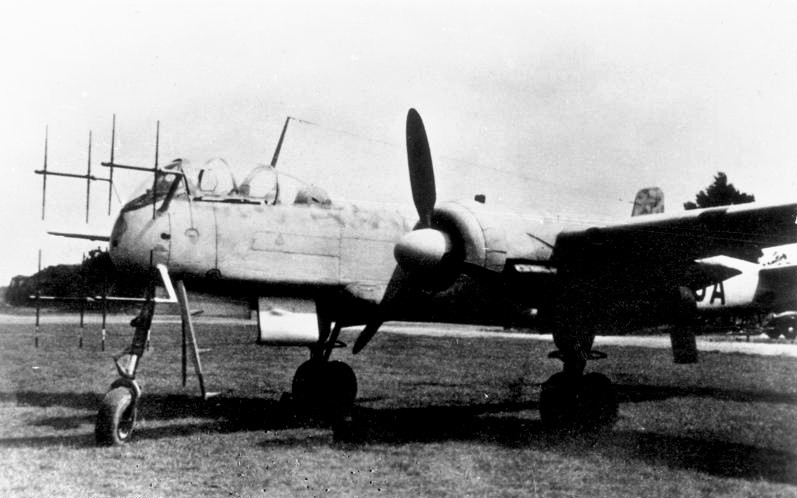
He 219 mit Antennenanlage FuG 220

Der Gipfel der technischen Entwicklung waren Nachtjäger, die ihren eigenen Endanflug auf die Bomber durch an Bord befindliches Radar selbst führten. Zum Einsatz kamen:
- aktiv: FuG 220 „Lichtenstein“ (91 MHz, 2,5 kW Impulsleistung)
- passiv: Zielsuchgerät FuG 370 Naxos zum Anflug auf britisches H2S-Radar
- passiv: Zielsuchgerät FuG 227 Flensburg zum Anflug auf britisches „Monica“-Abstandswarngerät

Da hierfür größere Maschinen nötig waren, kamen zunächst zweimotorige Flugzeuge zum Einsatz, wie beispielsweise die Messerschmitt Bf 110 oder, als deren Leistung nicht mehr reichte, die Junkers Ju 88. Es wurden aber auch Flugzeuge eigens für diese Form des Luftkampfes entwickelt; ein Beispiel dafür ist die Heinkel He 219, welche allerdings gerade wegen dieser Spezialisierung von offizieller Seite angefeindet wurde.

### „Zahme Sau“
Bei der Einsatztaktik „Zahme Sau“ versammelten sich mit Radar ausgerüstete zweimotorige Nachtjäger nach dem Eindringen der feindlichen Bomberverbände in der Luft und suchten sich mit Hilfe der Bordradare ihre Ziele über große Entfernung selbst. Dabei wurden sie zusätzlich von den bodengestützten Radarstationen der Kammhuber-Linie unterstützt, welche die Peilungen von Feindbombern durchgaben. Der größte Erfolg der radargeführten Nachtjagd war beim Luftangriff auf Nürnberg am 31. März 1944, bei der 95 viermotorige Bomber der RAF abgeschossen werden konnten.

### „Schräge Musik“
Ein besonderes Kapitel ist die Entwicklung der sogenannten „Schrägen Musik“. Dabei wurden zwei Maschinengewehre im hinteren Rumpfbereich so eingebaut, dass sie schräg nach oben feuerten. Der Pilot unterflog den feindlichen Bomber und löste dann die hochgerichteten Waffen aus. Dieses Verfahren deckte den angreifenden Jäger zusätzlich, da er dem Feuerbereich der Heckschützen entgehen konnte. Nahm man anfangs noch Maschinengewehre, wurden im Verlaufe des Krieges 20-mm-Maschinenkanonen und später sogar 30-mm-MKs (MK 108 oder MK 103) eingebaut, die wesentlich wirkungsvoller waren.

## Deutsche Nachtjagdgeschwader
- Nachtjagdgeschwader 1
- Nachtjagdgeschwader 2
- Nachtjagdgeschwader 3
- Nachtjagdgeschwader 4
- Nachtjagdgeschwader 5
- Nachtjagdgeschwader 6
- Nachtjagdgeschwader 7
- Nachtjagdgeschwader 11
- Nachtjagdgeschwader 100
- Nachtjagdgeschwader 200

Emblem der deutschen Nachtjagdeinheiten im Zweiten Weltkrieg

- Nachtjagdgruppe 10, ein Erprobungsverband